# Паз (Хорватія)
Паз (хорв. Paz) — населений пункт у Хорватії, в Істрійській жупанії у складі громади Церовлє.

## Населення
Населення за даними перепису 2011 року становило 72 осіб.
Динаміка чисельності населення поселення:

## Клімат
Середня річна температура становить 13,00 °C, середня максимальна — 26,74 °C, а середня мінімальна — -1,12 °C. Середня річна кількість опадів — 1128 мм.
| Клімат поселення                              | Клімат поселення | Клімат поселення | Клімат поселення | Клімат поселення | Клімат поселення | Клімат поселення | Клімат поселення | Клімат поселення | Клімат поселення | Клімат поселення | Клімат поселення | Клімат поселення | Клімат поселення |
| Показник                                      | Січ.             | Лют.             | Бер.             | Квіт.            | Трав.            | Черв.            | Лип.             | Серп.            | Вер.             | Жовт.            | Лист.            | Груд.            |                  |
| Середній максимум, °C                         | 9,64             | 10,49            | 13,51            | 16,96            | 21,87            | 25,80            | 26,74            | 26,10            | 21,71            | 17,36            | 12,42            | 9,15             |                  |
| Середня температура, °C                       | 4,26             | 5,11             | 8,13             | 11,58            | 16,49            | 20,44            | 22,83            | 22,19            | 17,81            | 13,45            | 8,51             | 5,26             |                  |
| Середній мінімум, °C                          | −1,12            | −0,27            | 2,75             | 6,19             | 11,10            | 15,04            | 18,93            | 18,29            | 13,91            | 9,56             | 4,61             | 1,35             |                  |
| Норма опадів, мм                              | 88               | 70               | 82               | 89               | 78               | 92               | 62               | 89               | 103              | 132              | 134              | 109              |                  |
| Середньомісячна швидкість вітру, м/с          | 2.00             | 2.27             | 2.43             | 2.39             | 2.17             | 2.08             | 2.06             | 2.00             | 2.00             | 2.15             | 2.26             | 2.17             |                  |
| Середньомісячна сонячна радіація, кДж/м²·день | 4469             | 7334             | 10575            | 14951            | 19126            | 20767            | 21793            | 18830            | 13961            | 8974             | 4889             | 3753             |                  |
| --------------------------------------------- | ---------------- | ---------------- | ---------------- | ---------------- | ---------------- | ---------------- | ---------------- | ---------------- | ---------------- | ---------------- | ---------------- | ---------------- | ---------------- |
| Джерело:                                      |                  |                  |                  |                  |                  |                  |                  |                  |                  |                  |                  |                  |                  |